# Cuore (film 1973)
Cuore è un film del 1973 diretto da Romano Scavolini.

## Produzione
Il film è una piccola antologia che  rappresenta quattro famose storie tratte del romanzo di Edmondo De Amicis, che hanno per protagonisti quattro bambini:
1. Sangue romagnolo (Duilio Cruciani)
2. Il tamburino sardo (Renato Cestiè)
3. La piccola vedetta lombarda (Guerrino Casamonica)
4. L'infermiere di Tata (Domenico Santoro)

Pur seguendo in maniera abbastanza fedele le trame originali dei racconti rappresentati (cambia solo il finale di uno di essi), le storie sono state ambientate in epoche storiche diverse e riadattate, di conseguenza, al contesto storico rappresentato. Nello specifico, "Il tamburino sardo" è ambientato durante la Seconda Guerra Mondiale, "La piccola vedetta lombarda" nella Prima Guerra Mondiale mentre le altre due sono contemporanee agli anni in cui è stato girato il film.

### Riprese
Il film è girato a Napoli, Senigallia e a Ostra, in provincia di Ancona.